# Kamerun vid världsmästerskapen i friidrott 2023
Kamerun tävlade vid världsmästerskapen i friidrott 2023 i Budapest i Ungern mellan den 19 och 27 augusti 2023.

## Resultat
Kameruns trupp bestod av tre idrottare.

### Herrar
Gång- och löpgrenar
| Idrottare      | Gren      | Försöksheat | Försöksheat | Semifinal        | Semifinal        | Final            | Final            |
| Idrottare      | Gren      | Resultat    | Placering   | Resultat         | Placering        | Resultat         | Placering        |
| -------------- | --------- | ----------- | ----------- | ---------------- | ---------------- | ---------------- | ---------------- |
| Emmanuel Eseme | 100 meter | 10,41       | 6           | Gick inte vidare | Gick inte vidare | Gick inte vidare | Gick inte vidare |
| Emmanuel Eseme | 200 meter | 0DNS0       | 0DNS0       | Gick inte vidare | Gick inte vidare | Gick inte vidare | Gick inte vidare |

### Damer
Teknikgrenar
| Idrottare              | Gren    | Kval    | Kval      | Final            | Final            |
| Idrottare              | Gren    | Distans | Placering | Distans          | Placering        |
| ---------------------- | ------- | ------- | --------- | ---------------- | ---------------- |
| Véronique Kossenda Rey | Tresteg | 13,39   | 31        | Gick inte vidare | Gick inte vidare |
| Nora Monie             | Diskus  | 54,50   | 32        | Gick inte vidare | Gick inte vidare |